# Acoplamento (astronáutica)

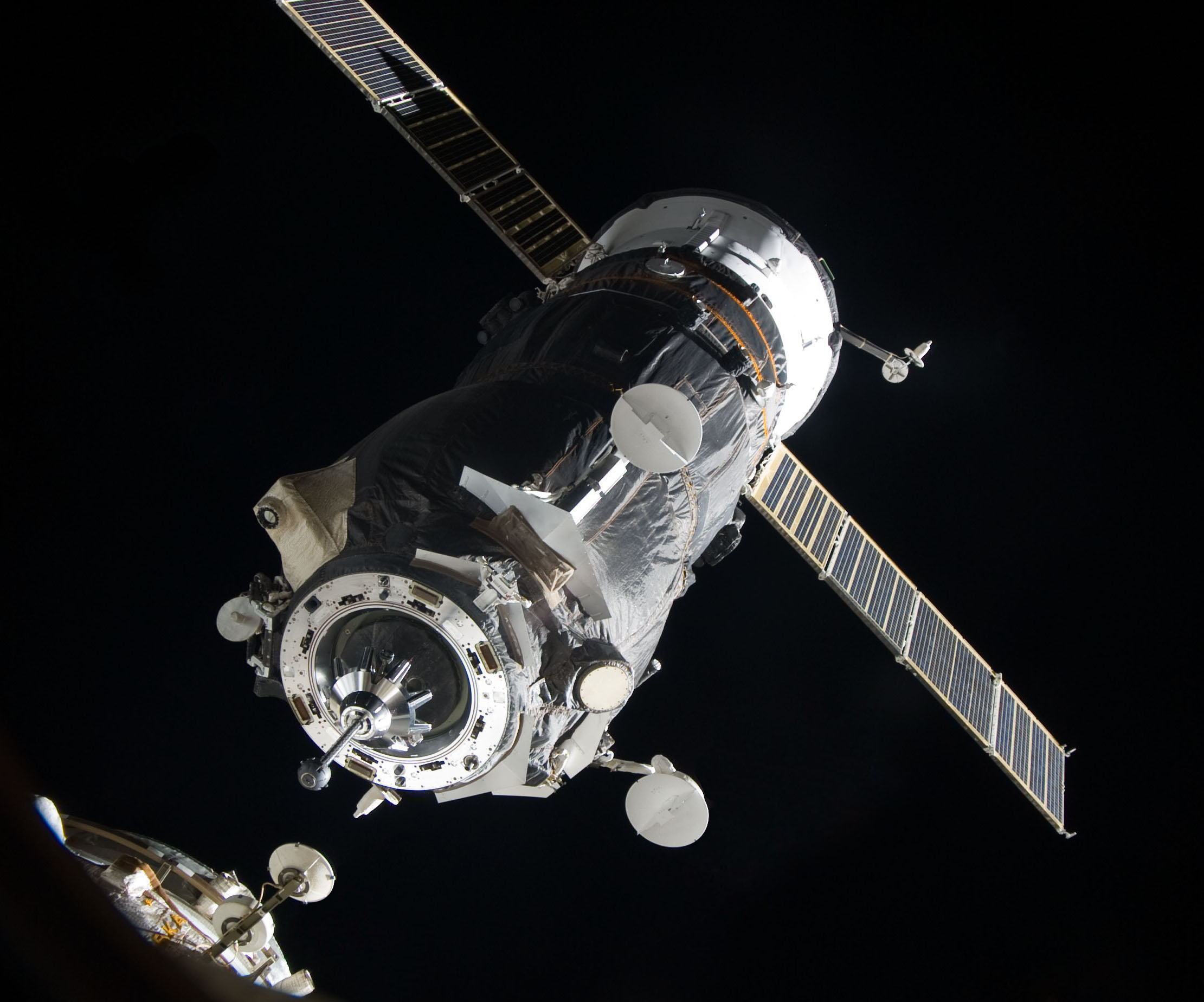
Uma espaçonave Progress em processo de acoplamento direto com a ISS.

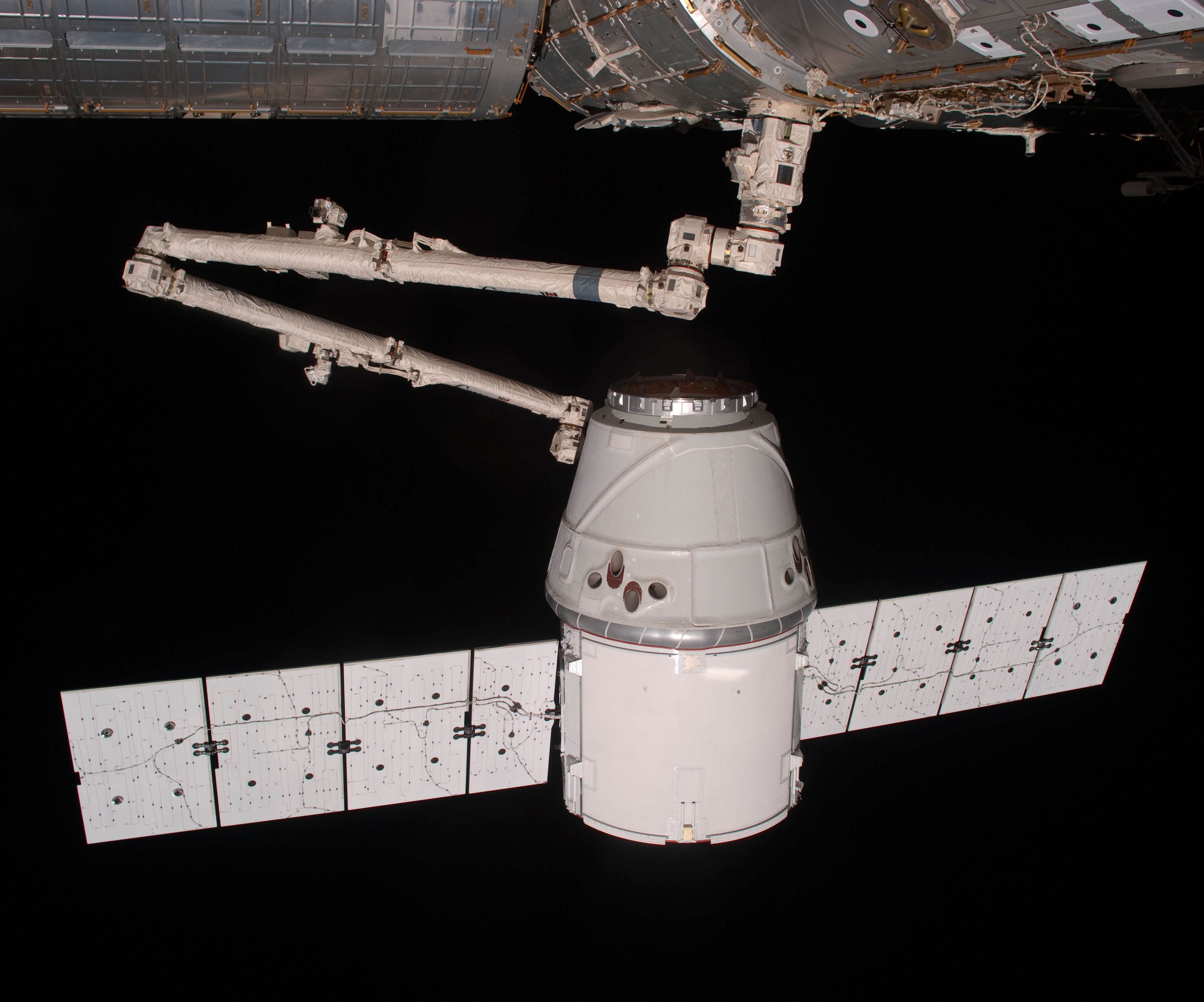
Uma espaçonave Dragon em processo de acoplamento assistido com a ISS, através do Canadarm2.

Acoplamento — em astronáutica, se refere a operação de estabelecer o contato físico entre duas espaçonaves e acionar os mecanismos para mantê-las em contato.
Tecnicamente, existem dois tipos de acoplamento:
- O acoplamento direto, no qual uma ou ambas as espaçonaves usam de seus próprios recursos de propulsão para estabelecer o contato físico. É o método utilizado pelas naves russas Soyuz, Progress e o cargueiro ATV da ESA. Os ônibus espaciais também se conectavam diretamente à Estação Espacial Internacional e à antiga Mir;
- O acoplamento assistido, no qual uma das espaçonaves "captura" a outra e a conduz para estabelecer o contato, em geral usando um braço mecânico. É o caso dos cargueiros Dragon, Cygnus e Kounotori da JAXA. Estas naves dependem do Canadarm2 para se unirem à ISS, através do Mecanismo de Atracação Comum (CBM).

## História

### Acoplamento
A capacidade de acoplamento entre espaçonaves depende do encontro espacial, isto é, a habilidade de duas espaçonaves se localizarem e manterem posição na mesma órbita. Essa técnica foi desenvolvida inicialmente pelos Estados Unidos durante o Projeto Gemini. Estava previsto que a tripulação da missão Gemini 6 realizasse o encontro e o acoplamento manual, sob o comando de Wally Schirra, com um Agena Target Vehicle (Veículo-Alvo Agena) não tripulado em outubro de 1965. No entanto, o veículo Agena explodiu durante o lançamento. Na missão revisada Gemini 6A, Schirra realizou com sucesso o encontro em dezembro de 1965 com a espaçonave Gemini 7, que estava tripulada, aproximando-se a apenas 0,3 metros de distância, mas não havia capacidade de acoplamento entre duas espaçonaves Gemini. O primeiro acoplamento com um veículo Agena foi realizado com sucesso sob o comando de Neil Armstrong na missão Gemini 8, em 16 de março de 1966. Acoplamentos manuais foram realizados em outras três missões Gemini ao longo de 1966.
O Programa Apollo dependia do encontro em órbita lunar para alcançar seu objetivo de pousar homens na Lua. Isso exigia uma manobra de transposição, acoplamento e extração entre o módulo de comando e serviço (CSM) — a espaçonave principal — e o módulo lunar (LM), que era o veículo de pouso. Essa manobra era realizada logo após ambas as espaçonaves deixarem a órbita terrestre em direção à Lua. Após a missão de pouso, os dois astronautas no módulo lunar precisavam reencontrar e acoplar com o CSM em órbita lunar, para então retornarem à Terra. As espaçonaves foram projetadas para permitir a transferência interna da tripulação por meio de um túnel entre o nariz do Módulo de Comando e o topo do Módulo Lunar. Essas manobras foram demonstradas pela primeira vez em órbita baixa da Terra em 7 de março de 1969, na missão Apollo 9; depois, em órbita lunar, em maio de 1969, na Apollo 10; e posteriormente em seis missões de pouso lunar, além da Apollo 13, na qual o LM foi usado como veículo de resgate, já que o pouso não foi realizado.
Diferentemente dos Estados Unidos, que utilizaram acoplamento manual em todos os programas Apollo, Skylab e Space Shuttle, a União Soviética utilizou sistemas de acoplamento automatizados desde o início. O primeiro desses sistemas, chamado Igla, foi testado com sucesso em 30 de outubro de 1967, quando duas Soyuz de teste não tripuladas, Kosmos 186 e Kosmos 188, acoplaram automaticamente em órbita. Esse foi o primeiro acoplamento bem-sucedido soviético. Ao passar para tentativas tripuladas, a União Soviética conseguiu realizar o encontro da Soyuz 3 com a Soyuz 2 (não tripulada) em 25 de outubro de 1968; no entanto, o acoplamento não foi bem-sucedido. O primeiro acoplamento tripulado foi realizado em 16 de janeiro de 1969, entre a Soyuz 4 e a Soyuz 5. Essa versão inicial da espaçonave Soyuz não possuía túnel de transferência interna, e dois cosmonautas realizaram uma transferência extraveicular da Soyuz 5 para a Soyuz 4, pousando em uma espaçonave diferente daquela em que decolaram.
Na década de 1970, a União Soviética modernizou a Soyuz, adicionando um túnel de transferência interna, e a utilizou para transportar cosmonautas durante o programa de estações espaciais Salyut. A primeira visita bem-sucedida a uma estação espacial ocorreu em 7 de junho de 1971, quando a Soyuz 11 acoplou-se à Salyut 1. Os Estados Unidos seguiram o exemplo, acoplando a espaçonave Apollo à estação espacial Skylab em maio de 1973. Em julho de 1975, as duas nações cooperaram no Projeto de Teste Apollo-Soyuz, realizando o acoplamento entre uma Apollo e uma Soyuz, utilizando um módulo de acoplamento especial que acomodava as diferenças nos sistemas de acoplamento e atmosferas das espaçonaves.
A partir da estação Salyut 6, em 1978, a União Soviética passou a utilizar as espaçonaves de carga não tripuladas Progress para reabastecer suas estações espaciais em órbita terrestre baixa, o que aumentou significativamente a duração das estadias das tripulações. Por serem não tripuladas, as Progress realizavam os encontros e acoplamentos de forma totalmente automática. Em 1986, o sistema Igla foi substituído pelo atualizado sistema Kurs nas espaçonaves Soyuz. As Progress também receberam essa atualização alguns anos depois. O sistema Kurs ainda é utilizado para acoplar para o seguimento orbital russo para a estação espacial internacional

## Acoplamento de uma espaçonave não-tripulado
Durante os primeiros cinquenta anos da exploração espacial, o principal objetivo da maioria das missões de acoplamento e encaixe (berthing) era transferir tripulantes, construir ou reabastecer uma estação espacial, ou testar esse tipo de operação (por exemplo, o acoplamento entre Kosmos 186 e Kosmos 188). Por esse motivo, geralmente ao menos uma das espaçonaves envolvidas era tripulada e possuía um volume pressurizado e habitável (como uma estação espacial ou um módulo de pouso lunar) como alvo — as exceções eram algumas poucas missões soviéticas totalmente não tripuladas (como os acoplamentos das espaçonaves Kosmos 1443 e Progress 23 com uma Salyut 7 desabitada, ou da Progress M1-5 com a Mir desocupada). Outra exceção foram algumas missões dos ônibus espaciais americanos, como os encaixes do Telescópio Espacial Hubble (HST) durante as cinco missões de manutenção do Hubble. A missão japones ETS-VII (apelidada de Hikoboshi e Orihime) em 1997 foi pensada para testar o encontro e o acoplamento desabitado, mas lançado como uma nave espacial na qual é separada para depois de juntar de volta.
A mudança nesse perfil tripulado começou em 2015, com o planejamento de diversos acoplamentos comerciais de espaçonaves não tripuladas, motivados por razões econômicas. Já em 2011, duas empresas privadas de tecnologia espacial anunciaram planos para oferecer espaçonaves de reabastecimento autônomas ou teleoperadas, destinadas a realizar manutenção em outras espaçonaves também não tripuladas. Notavelmente, essas naves de serviço pretendiam acoplar-se a satélites que não haviam sido projetados para acoplamento nem para manutenção em órbita.
O modelo de negócios inicial para esses serviços focava principalmente em órbita geoestacionária, embora também fossem previstas missões com grandes manobras orbitais de delta-v elevado (mudanças significativas na velocidade orbital).
Com base na missão Orbital Express, de 2007 — um projeto patrocinado pelo governo dos EUA para testar a manutenção de satélites em órbita utilizando dois veículos projetados desde o início para reabastecimento e substituição de sistemas — duas empresas anunciaram planos para missões comerciais de manutenção de satélites, que envolveriam o acoplamento entre dois veículos não tripulados.
- A espaçonave Space Infrastructure Servicing (SIS) estava sendo desenvolvida pela empresa aeroespacial canadense MacDonald, Dettwiler and Associates (MDA) — fabricante do Canadarm — para operar como um pequeno depósito orbital de reabastecimento de satélites de comunicação de satélites em órbita geoestacionária. A empresa Intelsat atuava como parceira no financiamento e definição dos requisitos para o satélite de demonstração inicial, que estava previsto para lançamento em 2015[7][8].

- O Mission Extension Vehicle (MEV)[9] era uma espaçonave que estava sendo desenvolvida em 2011 pela empresa americana ViviSat, um consórcio 50/50 entre as companhias U.S. Space e ATK, para operar como uma nave em menor escala para reabastecimento de satélites[6] em órbita. O MEV seria acoplado, mas não transferiria combustível. Em vez disso, usaria "seus próprios propulsores para fornecer controle de atitude ao satélite-alvo"[6].

As espaçonaves SIS e MEV planejavam utilizar técnicas de acoplamento diferentes. O SIS planejava usar um anel de fixação em torno do motor de apogeu (kick motor), enquanto o MEV utilizaria uma técnica mais tradicional, inserindo uma sonda no bocal do motor de apogeu do satélite.

Uma espaçonave notável que recebeu um mecanismo para acoplamentos não tripulados foi o Telescópio Espacial Hubble (HST). Em 2009, a missão STS-125 do ônibus espacial instalou o Soft-Capture Mechanism (SCM) na seção traseira do telescópio. O SCM foi projetado para acoplamentos não pressurizados e será utilizado ao final da vida útil do Hubble para permitir o acoplamento de uma espaçonave não tripulada que o colocará fora de órbita. O SCM foi projetado para ser compatível com a interface do NASA Docking System (NDS), preservando a possibilidade de uma missão de manutenção futura. Comparado ao sistema utilizado durante as cinco missões de serviço do Hubble, que capturavam e encaixavam o telescópio ao ônibus espacial, o SCM reduzirá significativamente as complexidades de projeto envolvidas nas manobras de encontro e captura durante esse tipo de missão.